# Fred Couples
Frederick Stephen Couples (Seattle, 3 ottobre 1959) è un golfista statunitense, ex n.1 dell'Official World Golf Rankings, che attualmente partecipa al PGA Tour. Grazie alla lunghezza dei suoi drive si è guadagnato il soprannome di Boom Boom.
Ha vinto solo uno dei tornei Major, il Masters, nel 1992.
È stato nominato giocatore dell'anno del PGA Tour nel 1991 e 1992.
Complessivamente in carriera ha vinto 46 tornei.

## Biografia
Couples è nato a Seattle, Washington da Tom e Violet (nata Sobich) Couples. I suoi nonni paterni immigrarono dall'Italia e cambiarono il cognome da "Coppola" a "Couples" per farlo sembrare meno etnico. Sua madre era di origine croata.
Suo padre era un giardiniere per il dipartimento dei parchi di Seattle e la famiglia, che comprendeva il fratello Tom Jr. e la sorella Cindy, viveva in una modesta casa a Beacon Hill vicino al campo da golf Jefferson Park della città, dove Couples sviluppò la sua firma. altalena ritmica per guadagnare abbastanza distanza per stare al passo con i bambini più grandi. Le coppie hanno ammesso di essere autodidatte, di non aver mai preso lezioni e di non aver mai assunto un allenatore di swing.
Couples ha frequentato la O'Dea High School di Seattle e si è diplomato nel 1977.

### Vita privata
Il matrimonio della coppia con la sua prima moglie Deborah terminò nel 1992. Si erano conosciuti come studenti all'Università di Houston nel 1979. Il divorzio fu finalizzato nel 1993 e lei morì nel maggio 2001. L'ufficio del coroner della città di Los Angeles decretò che si trattava di suicidio. La seconda moglie separata della coppia, Thais Baker, è morta di cancro al seno il 17 febbraio 2009. Si erano sposati nel 1998 e l'unione era senza figli. Couples ha sposato la sua fidanzata di lunga data, Suzanne Hannemann, il 22 febbraio 2022.

## Vittorie professionali (64)

### PGA Tour vittorie (15)
| Legenda                   |
| Tornei Major (1)          |
| Players Championships (2) |
| Altri PGA Tour (12)       |

| No. | Data               | Torneo                           | Punteggio di vittoria | To par | Margine | Secondo/i                                                |
| --- | ------------------ | -------------------------------- | --------------------- | ------ | ------- | -------------------------------------------------------- |
| 1   | 5 giugno, 1983     | Kemper Open                      | 71-71-68-77=287       | −1     | Playoff | Chen Tze-chung, Barry Jaeckel, Gil Morgan, Scott Simpson |
| 2   | 1 aprile, 1984     | Tournament Players Championship  | 71-64-71-71=277       | −11    | 1 colpo | Lee Trevino                                              |
| 3   | 10 maggio, 1987    | Byron Nelson Golf Classic        | 65-67-64-70=266       | −14    | Playoff | Mark Calcavecchia                                        |
| 4   | 25 febbraio, 1990  | Nissan Los Angeles Open          | 68-67-62-69=266       | −18    | 3 colpi | Gil Morgan                                               |
| 5   | 30 giugno, 1991    | Federal Express St. Jude Classic | 68-67-66-68=269       | −15    | 3 colpi | Rick Fehr                                                |
| 6   | 22 settembre, 1991 | B.C. Open                        | 66-67-68-68=269       | −15    | 3 colpi | Peter Jacobsen                                           |
| 7   | 1 marzo, 1992      | Nissan Los Angeles Open (2)      | 68-67-64-70=269       | −15    | Playoff | Davis Love III                                           |
| 8   | 22 marzo, 1992     | Nestle Invitational              | 67-69-63-70=269       | −19    | 9 colpi | Gene Sauers                                              |
| 9   | 12 aprile, 1992    | Masters Tournament               | 69-67-69-70=275       | −13    | 2 colpi | Raymond Floyd                                            |
| 10  | 14 marzo, 1993     | Honda Classic                    | 64-73-70=207*         | −9     | Playoff | Robert Gamez                                             |
| 11  | 7 agosto, 1994     | Buick Open                       | 72-65-65-68=270       | −18    | 2 colpi | Corey Pavin                                              |
| 12  | 31 marzo, 1996     | The Players Championship (2)     | 66-72-68-64=270       | −18    | 4 colpi | Colin Montgomerie, Tommy Tolles                          |
| 13  | 18 gennaio, 1998   | Bob Hope Chrysler Classic        | 64-70-66-66-66=332    | −28    | Playoff | Bruce Lietzke                                            |
| 14  | 31 maggio, 1998    | Memorial Tournament              | 68-67-67-69=271       | −17    | 4 colpi | Andrew Magee                                             |
| 15  | 27 aprile, 2003    | Shell Houston Open               | 65-68-67-67=267       | −21    | 4 colpi | Stuart Appleby, Mark Calcavecchia, Hank Kuehne           |

*Nota: L'Honda Classic 1993 è stato accorciato a 54 buche a causa del tempo.

## Tornei Major

### Vittorie (1)
| Anno | Campionato  | 54 buche           | Punteggio di vittoria | Margine | Secondo       |
| ---- | ----------- | ------------------ | --------------------- | ------- | ------------- |
| 1992 | The Masters | 1 colpo di deficit | −13 (69-67-69-70=275) | 2 colpi | Raymond Floyd |

## The Players Championship

### Vittorie (2)
| Anno | Campionato                   | 54 buche           | Punteggio di vittoria | Margine | Secondo/i                       |
| ---- | ---------------------------- | ------------------ | --------------------- | ------- | ------------------------------- |
| 1984 | The Players Championship     | 2 colpi in più     | −11 (71-64-71-71=277) | 1 colpo | Lee Trevino                     |
| 1996 | The Players Championship (2) | 4 colpi di deficit | −18 (66-72-68-64=270) | 4 colpi | Colin Montgomerie, Tommy Tolles |